# Liropeya
Liropeya es la única ópera con música del compositor uruguayo León Ribeiro (1854-1931) que se ha estrenado. El estreno se realizó en 1912, más de veinte años después de la composición de la ópera.

## Acción

### Primer acto
El primer acto se inicia en un lugar de la costa del Río de la Plata. Al fondo se observa la isla de San Gabriel. Los españoles descienden de una carabela y entonan un himno de agradecimiento por la protección divina que les permitió llegar a la tierra deseada. Carvallo, jefe de la expedición, ordena preparar el campamento. En el segundo cuadro, Liropeya, una india enamorada del caudillo Abayubá, le cuenta a la india Guaziola sobre la guerra. Abayubá vuelve de inspeccionar los campamentos de los enemigos. Liropeya descubre las fogatas del campamento español y advierte a los indígenas, los cuales entonan un grito de guerra..

### Segundo acto
Los charrúas se han reunido al pie de un sauce para planear sus actos. Se realizan actos propiciatorios en honor de las divinidades locales. Estos actos se acompañan con cantos y danzas. Al término de tales festividades, los charrúas se retiran, dejando a Liropeya sola. Esta lamenta que Abayubá deberá partir pronto a la guerra y jura su amor por el guerrero. Sus pensamientos son interrumpidos por gritos de guerra. El consejo de guerra de los charrúas planea deliberar. Después de diversas disputas se decide hacer la guerra. Abayubá recibe la orden de incendiar el campamento enemigo. El guerrero, en contra de la voluntad de Liropeya, va a cumplir la orden. En la segunda escena de este acto, Abayubá pretende cumplir el encargo, pero es apresado por una patrulla de soldados españoles. Al momento de ser interrogado, los soldados descubren a Liropeya, que ha seguido a su amado.

### Tercer acto
La acción sucede en el fuerte de Colonia. El jefe de la expedición española, Carvallo, se ha enamorado de Liropeya, pero ella lo rechaza. Él amenaza vengarse en la persona de Abayubá. En ese momento se anuncia un ataque indio y Carvallo corre a dar las órdenes correspondientes a la defensa. Liropeya aprovecha la confusión para esconder en sus ropas un puñal que Carvallo dejó olvidado. En otra escena, Carvallo le ofrece a Abayubá la libertad si renuncia a Liropeya. El indio rechaza la proposición. El español lo abandona en la mazmorra de la fortaleza. En ese momento entra Liropeya, le relata a Abayubá los sucesos y se suicida con el puñal. El caudillo indio le arrebata el arma y también se mata al momento en que entra Carvallo. Al mismo tiempo, los indígenas han tomado el fuerte y entran al lugar dando muerte a Carvallo. La obra finaliza con un himno a la libertad.

## Datos históricos
El episodio de la trágica historia de la india Liropeya violada por el capitán español Carvallo se relata en la crónica Argentina y conquista del Río de la Plata de Martín del Barco Centenera de 1602. La historia fue utilizada en 1853 por Pedro Bermúdez para un drama histórico en cinco actos y en verso titulado El Charrúa. Luego, el tema se utilizó en la novela histórica Abayubá de Florencio Escardó publicada en 1873. Se trata de la primera novela en el Río de la Plata en la que se desarrolla una intriga desde una perspectiva indígena y en la que se asume la defensa explícita del indígena. En la novela existe una pasaje en el que el personaje Tupaayquá narra a Abayubá la historia de Liropeya. 
León Ribeiro escribió su ópera Liropeya hacia 1881, pero que no la vio estrenada hasta 1912. Esto sorprende si se considera que León Ribeiro ya gozaba de cierta fama en Montevideo. En 1878 se había estrenado en la catedral de Montevideo su Missa Solemne. En 1886 en el Teatro Nacional de Buenos Aires se estrenó su primera sinfonía, escrita en 1877. Y en 1892 se le encargó una ópera para las festividades del cuarto centenario del descubrimiento de Améria. Para su ópera Liropeya, León Ribeiro se basa parcialmente, en la novela de Florencia Escardó y, principalmente, en el drama de Pedro Bermúdez. Después de Liropeya, León Ribeiro escribió la ópera Colón estrenada en 1892 en el marco de las festividades del cuarto centenario del descubrimiento de América. Además de estas dos óperas, León Ribeiro escribió las óperas Don Ramiro (ópera en tres actos basada en Heinrich Heine), Nidia (ópera en tres actos con libreto de Ambruzzi), Nora (con libreto de Eridiano), Yole (con libreto de Ambruzzi) y Harpago y Helena (con libreto de E. U. Genta). Ninguna de estas cinco óperas ha sido estrenada y se desconoce el paradero de las partituras.
La Liropeya de Ribeiro pertenece al nutrido conjunto de óperas latinoamericanas en las que se representa la confrontación entre europeos e indígenas. Entre las más importantes óperas de esta tendencia indigenista destacan las óperas Guatimotzin del mexicano Aniceto Ortega, basada en una novela de Gertrudis Gómez de Avellaneda, la ópera Il Guarany basada en una novela del brasileño José Martiniano de Alencar compuesta por Antonio Carlos Gomes (1836-1896), la ópera Atzimba del también mexicano Ricardo Castro (1864-1907), las tres óperas homónimas basadas en el Tabaré de José Zorrilla de San Martín escritas, correspondientemente, dos por los mexicanos Arturo Cosgaya Ceballos (1869-1937) y Heliodoro Oseguera y la tercera por el uruguayo Alfonso Broqua; y las tres óperas basadas en la novela Cumandá o un drama entre salvajes del ecuatoriano Juan León Mera, a saber la ópera Cumandá de Luis H. Salgado (1903-1977), la ópera Cumandá o la virgen de las selvas de Pedro Pablo Traversari Salazar (1874-1956) y Cumandá de Sixto María Durán Cárdenas (1875-1947). 

### Reparto del estreno
- Liropeya: Cervi- Carolli
- Guazila: Marek
- Abayubá: Scampini
- Zapicán: Cirino
- Carvallo: Faticanti
- Magaluna: Dentale

### Recepción
Después del estreno no se ha vuelto a representar. Una gran parte de los manuscritos de León Ribeiro se encuentran en el Instituto de Estudios Superiores, en Montevideo

## Literatura complementaria
- Susana Salgado: The Teatro Solís. 150 years of opera, concert, and ballet in Montevideo. Wesleyan University Press: 2003

## Grabaciones
- No existe grabación de la ópera.